# Uwe Jensen
|  | Der er flere personer med dette navn. Se også kunstneren Uwe Max Jensen (født 1972). |
Uwe Jensen (født 7. april 1936 i Dybbøl, død 13. december 2019) var en dansk politiker for Fremskridtspartiet, som i 1970'erne sad i Folketinget og Europa-parlamentet. I 2006 dømt for våben- og narkosmugling i USA, og løsladt i 2015 efter 12 års fængsel.

## Liv og karriere
Uwe Jensen var landmandssøn fra Gråsten, men ville ud og prøve kræfter med den store verden. Han blev i 1960'erne salgschef for Lufthansa i Hong Kong. De virksomheder, som han startede, Fanø Kurhotel, Grand Hotel i Tønder og et diskotek i Cuxhaven i Tyskland, gik dog alle konkurs. Uwe Jensens sidste, kendte erhvervsaktivitet før folketingstiden var Esbjerg Lystryk.
Han kom i Folketinget for Fremskridtspartiet ved valget i 1977, men sad kun to år, indtil næste valg 1979. I perioden var han også partiets repræsentant i EF-parlamentet og i 1978 rejste han desuden til New York som FN-repræsentant. I 1979 glemte Fremskridtspartiet at indlevere de nødvendige underskrifter i Ribe Amt, og Uwe Jensen kunne derfor ikke genopstille.
I 1982 flyttede Uwe Jensen til USA, hvor han fik job som kulhandler i staten Kentucky. Han giftede sig til et amerikansk statsborgerskab, men blev skilt få år senere. I 1984 bosatte han sig i Houston, Texas, og fik job i firmaet Marcoal, et datterselskab af det tyske Marimpex.
I 1990 giftede Jensen sig med en colombiansk kvinde og flyttede til Colombia. Ifølge sin advokat, Erik Sunde, ernærede han sig som selvstændig energi-konsulent. Uwe Jensen fik senere en søn med sin colombianske hustru.
Tre år senere, i 1993, vendte Uwe Jensen tilbage til Houston, hvor han fik job hos firmaet Mac Environmental, der fremstiller luftfiltre. I 1999 fik han en prestigefyldt post som medlem af eksportrådet i Houston. Udpegningen blev godkendt af den amerikanske handelsminister, Bill Daley. Rådsmedlemmers fortid granskes normalt nøje inden udnævnelse. I eksportrådets nyhedsbrev blev Jensen omtalt som direktør for et firma kaldet Scanamfunds, der dog ikke kunne findes i amerikanske telefonbøger. I 2000 blev han vicedirektør i det Houston-baserede firma Poseidon Inc. Direktør i firmaet var Carlos Ali Romero Varela, kaldet Romero.
I 2001 kom Jensen for første gang i FBIs søgelys, mistænkt for narko- og våbensmugling, og en agent blev sat på sagen. Den 5. november 2002 blev Uwe Jensen og Romero anholdt og sigtet for ulovlig handel med narkotika og våben. I 2006 fik han en dom på 14 års fængsel. Selv mente Uwe Jensen at han var uskyldigt dømt.
Den 16. januar 2015 blev Uwe Jensen løsladt fra fængslet.